# Консоль (інформатика)

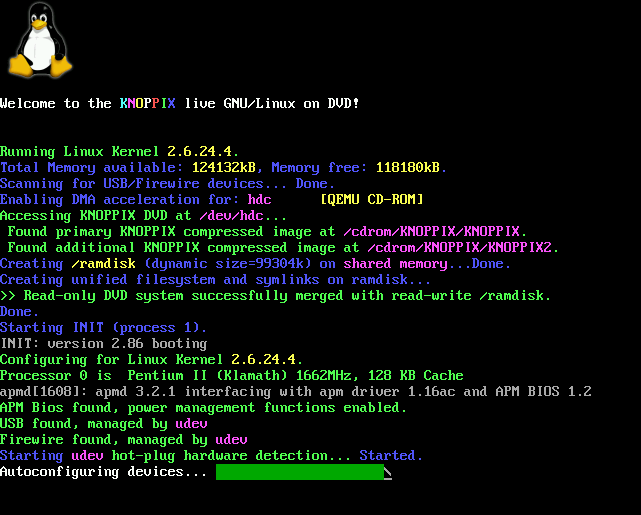
Системна консоль персонального комп'ютера, що показує процес завантаження операційної системи Knoppix

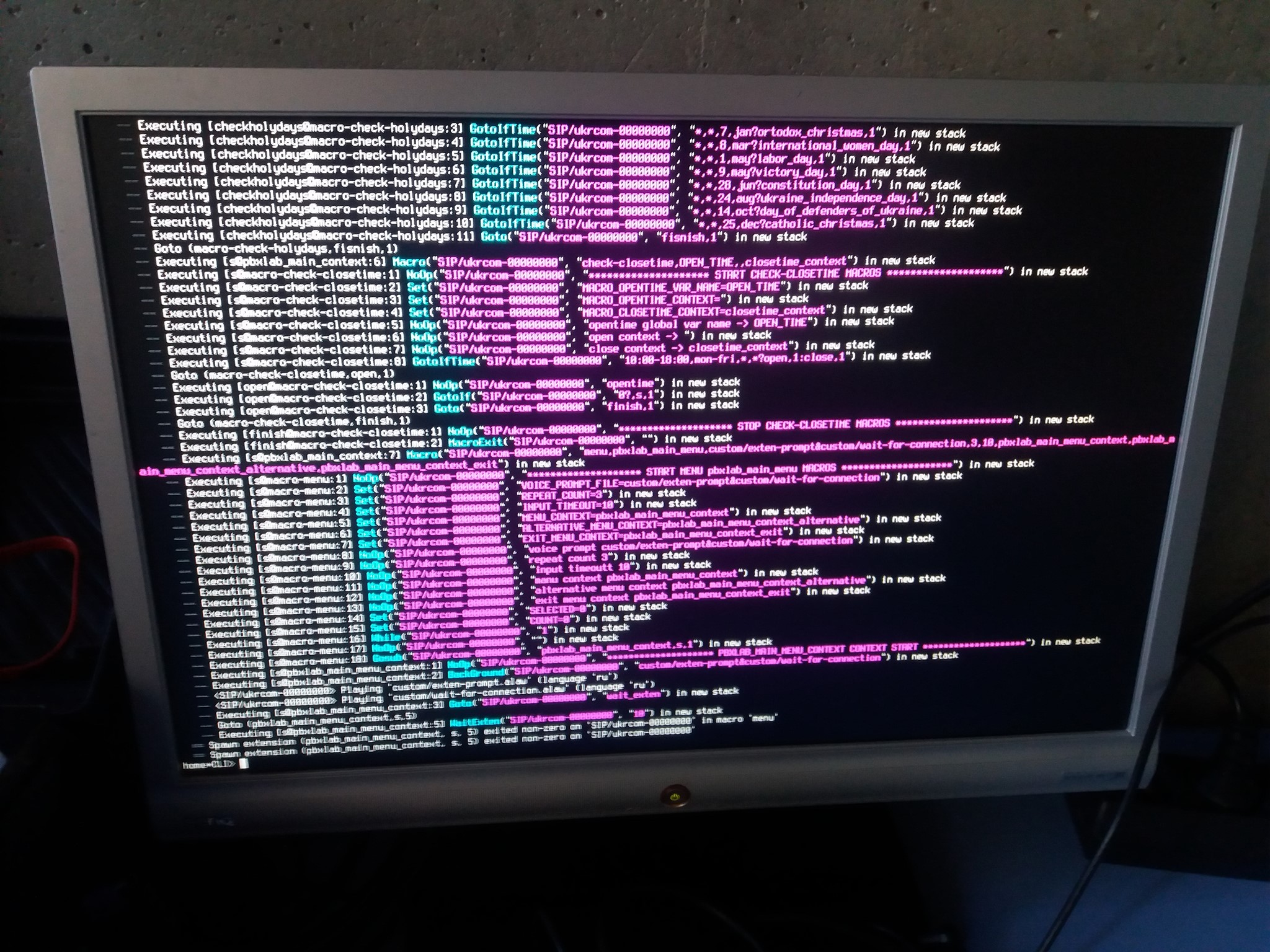
Консоль Астеріск

Консо́ль (англ. console) — пристрій, який забезпечує взаємодію оператора комп'ютера з операційною системою. Як правило, як консоль використовується дисплей і клавіатура, або окремий комп'ютерний термінал.
Також під словом консоль часто мають на увазі інтерфейс командного рядка.

## Історія

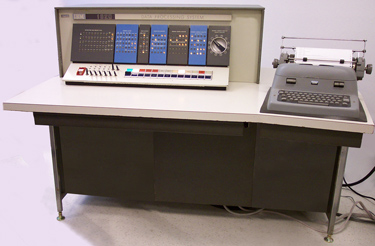
Консоль комп'ютера IBM 1620, що складається з друкувального терміналу і панелі оператора

До розробки і широкого розповсюдження моніторів на основі електронно-променевих трубок, багато комп'ютерів мали системну консоль у вигляді панелі з перемикачами і електричною друкарською машинкою (телетайпом). Перший програмований комп'ютер Manchester Baby використовував поєднання електромеханічних перемикачів і електронно-променевої трубки, де можна було бачити стан індивідуальних бітів оперативної пам'яті (що також була реалізована на основі трубок Вільямса).
Традиційні мінікомп'ютери потребували консолі (по суті, комп'ютерного терміналу), під'єднаної до послідовного порту за стандартом RS-232. Консольний термінал, як правило, встановлювався у кімнаті з обмеженим доступом, через те, що за допомогою нього можна здійснювати будь-які операції з машиною, включно з зупинкою або перезавантаженням. Послідовні консолі інколи використовуються і у сучасніших середніх і великих машинах.[яких?]